# Андрей Сокач
Андрей Сокач (19 червня 1966) — румунський важкоатлет.
Срібний призер Олімпійських Ігор 1984 року в категорії до 67,5 кг, учасник 1988 року.
Срібний призер Чемпіонату світу 1984 (до 67,5 кг), 1990 (до 75 кг) років, бронзовий призер 1985 (до 75 кг), 1986 (до 75 кг) років.
Чемпіон Європи 1991 року в категорії до 75 кг, срібний призер 1987 (до 75 кг), 1988 (до 75 кг), 1992 (до 75 кг) років, бронзовий призер 1986 (до 75 кг), 1990 (до 75 кг) років.